# Maguva horrida
Maguva horrida är en insektsart som beskrevs av Melichar. Maguva horrida ingår i släktet Maguva och familjen hornstritar. Inga underarter finns listade i Catalogue of Life.